# Arlit
Arlit est une ville et une commune urbaine, chef-lieu du département d'Arlit, dans la région d'Agadez au nord du  Niger. Elle est fondée en 1970 après la découverte de riches gisements d’uranium exploités depuis lors par la Société des mines de l'Aïr (Somaïr) ainsi que la Compagnie minière d’Akouta (Cominak).

## Géographie et climat

Arlit se trouve en bas à droite sur la carte.

Arlit est située dans l'Aïr, désert du Sahara, à 239 km au nord d'Agadez, 1 188 km au nord-est de Niamey la capitale du pays, et à 170 km au sud-est de la frontière algérienne.
|          | Gougaram |          |
| Gougaram | Arlit    | Gougaram |
|          | Dannet   |          |

La température moyenne relevée dans la commune est de 28,7°C à la fin du XXe siècle. La région est désertique et aride, avec des précipitations moyennes de 37 mm par an, concentrées en été sur une période n'excédant pas une quinzaine de jours.

## Histoire
Arlit est créée à la suite de la découverte et de la mise en exploitation en 1969 de riches gisements d’uranium par les autorités nucléaires françaises. Depuis les années 1970, la Compagnie générale des matières atomiques (Cogema), devenue Areva en 2006 puis Orano en 2018, exploite avec ses filiales deux mines d'uranium : 
- La mine à ciel ouvert, à 6 km d'Arlit, par la Société des mines de l'Aïr (Somair).
- La mine souterraine d'Akouta, à Akokan à 10 km d'Arlit, par la Compagnie minière d’Akouta (Cominak).

Ces deux mines fournissent l'uranium utilisé comme combustible nucléaire dans les centrales nucléaires en France et pour la force de dissuasion nucléaire française.
Dans la nuit du 16 septembre 2010, vers trois heures du matin, un groupe d'Al-Qaïda au Maghreb islamique (AQMI] capture sept otages : un Togolais, un Malgache et cinq Français (Pierre Legrand, Thierry Dol, Marc Féret, Daniel Larribe et sa femme Françoise). La plupart des otages travaillent alors pour le groupe nucléaire Areva.
En mai 2013, des militants islamistes du Mouvement pour l'unicité et le jihad en Afrique de l'Ouest tentent de s'introduire dans l'enceinte de la mine d'Arlit avec un véhicule explosif, tuant une personne et en blessant une cinquantaine.
Ancien eldorado qui attirait de nombreux immigrés de la région, Arlit est aujourd'hui un lieu de transit important pour les clandestins en partance pour l'Algérie puis l'Europe pour certains d'entre-eux,.

## Population

### Démographie
La commune urbaine de Arlit compte presque 90 000 habitants en 2016 (117 977 pour l'ensemble du département) dont 45 923 hommes et 43 634 femmes.
|                | 2012   | 2013   | 2014   | 2015   | 2016   |
| Nb d'habitants | 79 725 | 80 966 | 83 735 | 86 598 | 89 557 |

## Transport et communication
La ville d'Arlit possède un aéroport (code IATA RLT).
Elle est traversée par un grand axe nord-sud : la N25 Algérie-Arlit-Agadez-Tahoua (« la route de l'uranium »).

## Économie

### Exploitation de l'uranium

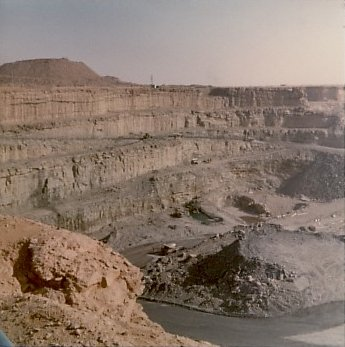
Photo de la mine à ciel ouvert

Depuis 1968, dix gisements d'uranium sont exploités à Arlit (Ariège, Artois, Arlette, Tamou, Taza, Tagriza, Tamgak, Akola, Akouta et Afasto).
La Société des mines de l'Aïr (Somaïr) qui exploite le gisement à ciel ouvert à Arlit est créée le 2 février 1968 et commence sa production en janvier 1971. Elle est détenue à 64 % par Areva et à 36 % par la Société du patrimoine des mines du Niger (SOPAMIN, ex-ONAREM). La Compagnie minière d’Akouta (Cominak) qui exploite les gisements souterrains, est créée en juin 1974 et commence sa production en août 1978. Elle est détenue à 34 % par Areva, 31 % par la SOPAMIN, 25 % par l'entreprise japonaise OURD et à 10 % par l'entreprise espagnole Enusa. Au début du XXIe siècle, les deux sociétés emploient environ 1600 personnes,.
La mine exploitée par la Somaïr atteint une profondeur de 50 à 70 m d'où 1 277 tonnes d'uranium sont extraits en 2004. Les gisements d'Akouta sont situés à 250 m sous terre avec plus de 250 km de galeries, ce qui en fait la mine souterraine d'uranium la plus vaste au monde. Environ 2 000 tonnes en sont extraits en 2004. À cette date, la production cumulée des deux sites est de 94 000 tonnes depuis leurs créations. La teneur en uranium des gisements oscille entre 3 et 4,5 kg par tonne.
Elles représentent un tiers des besoins en uranium des centrales nucléaires françaises.
La concession est de 375 km2 environ, entre le 18e et 19e parallèles Nord, et 7e et 8e Est. Les villes d'Arlit et Akokan, qui se jouxtent, sont créées par les compagnies minières.
L'uranium transformé en yellowcake est acheminé par « l'autoroute de l'uranium » vers le port autonome de Cotonou au Bénin d'où il est expédié vers la France. Dans les années 1980, 40 % de la production mondiale en provenait et l'uranium représentait 90 % du montant des exportations du Niger.
En septembre 2002, des renseignements provenant des services secrets occidentaux dénoncent la fourniture d'uranium d'Arlit à l'Irak. Bien que depuis lors démentis, ils sont utilisés par les autorités américaines et anglaises pour accuser Saddam Hussein de développer des armes de destruction massive et justifier la deuxième guerre du Golfe en mars 2003. Le 28 janvier 2003, lors de son discours sur l'état de l'Union, le président Bush fait référence au Niger pour défendre son plan de renversement du gouvernement de Saddam Hussein. Après la guerre, en 2005, des révélations sur ces mensonges d’État ont conduit au scandale du Nigergate et à l'Affaire Plame-Wilson.

#### Déclin des gisements
À partir du début des années 2010, l'exploitant subit la baisse des cours de l'uranium ainsi que l'épuisement des gisements. Cette conjoncture conduit à la fermeture d'une mine et à la réduction des effectifs.
À la suite de l'accident nucléaire de Fukushima en 2011 et à l'annonce de l'arrêt programmé des centrales en Allemagne, le marché enregistre un surplus de production de yellowcake, ce qui conduit à une baisse des cours de l'uranium. À partir de 2015, la Somaïr divise sa production par deux et la Cominak, dont les gisements s'épuisent, devient financièrement déficitaire à partir de 2017,.
Dans ce contexte, la mine souterraine d'Akouta cesse sa production le 31 mars 2021 et 600 salariés sont licenciés. La décision de fermeture est prise le 23 octobre 2019 par le conseil d'administration de la Cominak en raison de la chute des prix du minerai d'uranium sur les marchés : en juillet 2019, le kilo d'uranium se négocie à 25 dollars sur les marchés contre 40 dollars cinq ans plus tôt. La mine aura produit 70 000 tonnes d’uranium depuis 1978.

#### Impacts environnementaux
Areva, aujourd'hui Orano, est critiqué par des militants et diverses ONG pour les conditions d'exploitation du gisement et ses conséquences sanitaires et écologiques.
Après la fermeture de la mine d'Akouta, la Cominak décide d'inonder les galeries souterraines de la mine. Cette décision est contestée par plusieurs associations qui dénoncent un risque de pollution de l'eau potable utilisée par les habitants.
Sur ce site, environ 20 millions de tonnes de boues radioactives sont laissés à l'air libre depuis la fermeture de la mine. Selon la CRIIRAD, les poussières radioactives peuvent se disperser dans l'environnement et la contamination serait passée dans les eaux souterraines, obligeant la Cominak à installer un système de pompage afin de renvoyer ces eaux sur le site. Bien que Greenpeace signale qu'à Arlit, le taux de décès causé par des infections respiratoires est deux fois supérieur à la moyenne nationale ; l'entreprise assure que les 2600 prélèvements annuels réalisés à Arlit et Akokan ne montrent aucune contamination ou pollution à l'extérieur de la zone de la mine. En 2023, la Cominak annonce vouloir recouvrir les boues radioactives par une couche d'argile et de grès de deux mètres d'épaisseur. Ces travaux, sur une zone de 120 hectares, ont un coût de 150 millions d'euros et doivent durer une dizaine d'années. Ils seront suivis d'une période de surveillance d'au moins cinq ans.

## Cultes
La paroisse catholique Charles de Foucauld d'Arlit, fondée le 15 décembre 1969, relève du diocèse de Maradi.

## Culture et patrimoine

### Films
Le cinéaste béninois, Idrissou Mora Kpaï, a consacré un film à Arlit : Arlit, deuxième Paris (France / Bénin, 2005, 35 mm).
Amina Weira, nigérienne, réalise en 2016 un documentaire sur la contamination de la ville d'Arlit par les gisements d'uranium exploités par Orano (ex-Areva) dont le titre est La Colère dans le vent (Niger / Bénin / France, 54 min),.